# Myrciaria pumila
Myrciaria pumila är en myrtenväxtart som först beskrevs av George Gardner, och fick sitt nu gällande namn av Otto Karl Berg. Myrciaria pumila ingår i släktet Myrciaria och familjen myrtenväxter. Inga underarter finns listade i Catalogue of Life.